# الزمامرة (الضعاف سوق الجمعة)
الزمامرة هو دُوَّار يقع بجماعة أولاد نوال، إقليم سيدي قاسم، جهة الرباط سلا القنيطرة في المملكة المغربية. ينتمي الدوّار لمشيخة الضعاف سوق الجمعة التي تضم 19 دوار. يقدر عدد سكانه بـ 162 نسمة حسب الإحصاء الرسمي للسكان والسكنى لسنة 2004.

## روابط خارجية
- البوابة الوطنية للجماعات الترابية
- المندوبية السامية للتخطيط